# Campionato italiano di hockey su ghiaccio 1951-1952
Il Campionato italiano di hockey su ghiaccio 1951-52 fu la 19ª edizione del campionato nazionale.

## Serie A

### Formula
Per dare maggiore interesse al torneo, la formula del Campionato prevede due gruppi eliminatori con partite di andata e ritorno. Le formazioni vincitrici accedono al girone finale, dove ad attenderle ci sono due squadre milanesi: il Milano Inter, Campione d'Italia, e i Diavoli Rossoneri.

### Formazioni
Il campionato prende il via con una squadra in meno rispetto alle stagioni precedenti: l'Amatori Milano, la seconda squadra del Milano Inter, in questo campionato è infatti iscritta alla Serie B.
- Girone A: HC Auronzo, SG Cortina ed Ortisei
- Girone B: Asiago Hockey, HC Bolzano ed Alleghe Hockey
- Ammesse al Girone Finale: HC Milano Inter, Diavoli Rossoneri Milano

### Gironi eliminatori

#### Girone A
| Girone A | Girone A | Girone A |
| -------- | -------- | -------- |
| Pos.     | Squadra  | Punti    |
| 1.       | Auronzo  | 6        |
| 2.       | Cortina  | 4        |
| 3.       | Ortisei  | 2        |

#### Girone B
Nel Gruppo B, vinto dall'Asiago, la protagonista in negativo è la formazione del Bolzano: a causa delle avverse condizioni meteorologiche la squadra altoatesina non si presenta alle partite esterne ad Alleghe e ad Asiago; il giudice sportivo assegna il 5-0 a tavolino agli avversari. Le gare casalinghe, invece, vengono entrambe vinte, 7-2 contro Asiago e 10-4 contro l'Alleghe, ma sono annullate per l'irregolare posizione Gustav Sprecht, che risulta essere tesserato per le Civette.
A seguito di queste decisioni l'Asiago si qualifica alla fase finale totalizzando 6 punti, frutto delle doppie vittorie contro l'Alleghe e la vittoria a tavolino, segue l'Alleghe e quindi il Bolzano a 0 punti.
| Girone B | Girone B | Girone B |
| -------- | -------- | -------- |
| Pos.     | Squadra  | Punti    |
| 1.       | Asiago   | 6        |
| 2.       | Alleghe  | 2        |
| 3.       | Bolzano  | 0        |

### Girone scudetto
Al girone finale partecipano quindi l'Auronzo e l'Asiago, vincitrici dei rispettivi gruppi eliminatori, e le due formazioni milanesi, ammesse in partenza alla fase finale.
La Federazione assegna l'organizzazione del girone finale all'Auronzo, ad eccezione di Asiago-Auronzo e del derby milanese, derby che è preceduto da una polemica sulla posizione di Ott: i Diavoli Rossoneri vogliono far scendere sul ghiaccio il proprio tesserato attenendosi al regolamento internazionale che considera assimilabili gli stranieri che abbiano giocato cinque anni in un campionato nazionale, ma la federazione ne vieta l'utilizzo. Dopo diverse discussioni, il presidente della federazione, Enrico Calcaterra, decide di far giocare Ott sub-judice in attesa dell'assemblea federale, ma i Diavoli Rossoneri, in via precauzionale, non l'utilizzano, nonostante il giocatore sia in panchina. La gara è vinta dal Milano Inter per 2-0 con reti di Giancarlo Agazzi nel primo periodo ed Enrico Canapini nell'ultima frazione di gioco.

Nelle restanti gare le formazioni meneghine si sbarazzano agevolmente dei rispettivi avversari, mentre il derby veneto è vinto 6-2 dall'Auronzo.
| Pos. | Squadra                  | Punti |
| 1.   | HC Milano Inter          | 6     |
| 2.   | Diavoli Rossoneri Milano | 4     |
| 3.   | Auronzo                  | 2     |
| 4.   | Asiago                   | 0     |

 L'Hockey Club Milano Inter vince il suo tredicesimo scudetto, secondo con questa nuova denominazione.

Formazione Campione d'Italia: Giancarlo Agazzi - Vittorio Bolla - Giancarlo Bulgheroni - Enrico Canapini - Ignazio Dionisi - Vincenzo Fardella - Enrico Galli - Umberto Gerli - Dino Innocenti - Milan Matous - Luigi Mattavelli.